# 수면 부족

미국 질병통제예방센터 (CDC)의 권고에 따르면 연령이 증가함에 따라 필요한 수면 시간이 줄어든다. 수면의 양도 중요하지만, 수면 장애를 피하기 위해서는 좋은 수면의 질 또한 필수적이다.

수면 부족 또는 수면 박탈(sleep deprivation)은 수면 불충분 또는 불면증이라고도 불리며, 적절한 각성 상태, 수행 능력 및 건강을 유지하기에 충분한 잠의 양 또는 질이 부족한 상태를 의미한다. 이는 급성 또는 만성일 수 있으며, 심각도도 매우 다양하다. 알려진 모든 동물은 잠을 자거나 어떤 형태로든 수면 행동을 보이며, 인간에게 수면의 중요성은 자명하다. 왜냐하면 사람은 생애의 거의 3분의 1을 수면으로 보내기 때문이다. 수면 부족은 인구의 약 3분의 1에 영향을 미치기 때문에 흔하다.
미국수면재단은 성인에게 하루 밤 7~9시간의 수면을 권장하며, 어린이와 청소년은 더 많은 수면이 필요하다. 정상적인 수면을 취하는 건강한 학령기 아동의 적절한 수면 시간은 9시간에서 11시간 사이이다. 급성 수면 부족은 일반적으로 1~2일 동안 평소보다 적게 잠을 자거나 전혀 잠을 자지 못할 때 발생한다. 그러나 수면 부족 패턴이 외부 요인 없이 지속되면 만성적인 수면 문제로 이어질 수 있다. 만성 수면 부족은 정상적인 기능을 위해 필요한 양보다 적게 잠을 자는 경우에 발생한다. 필요한 수면량은 수면의 질, 연령, 임신 여부, 수면 부족의 정도에 따라 달라질 수 있다. 수면 부족은 인지 장애, 기분 장애, 만성 질환 위험 증가 등 다양한 건강 악화와 관련이 있다. 수면 의학 리뷰(Sleep Medicine Reviews)에 발표된 메타 분석에 따르면, 만성 수면 부족을 경험하는 사람들은 비만증, 당뇨병, 심혈관계 질환과 같은 질환에 걸릴 위험이 더 높다.
수면 부족은 체중 증가, 고혈압, 당뇨병, 우울증, 심장병, 뇌졸중과 관련이 있다. 수면 부족은 또한 심한 불안, 과민성, 불규칙한 행동, 인지 기능 및 수행 능력 저하, 그리고 정신증적 에피소드로 이어질 수 있다. 만성적인 수면 제한 상태는 뇌와 인지 기능에 부정적인 영향을 미친다. 그러나 일부 사례에서는 수면 부족이 역설적으로 에너지와 각성도 증가로 이어질 수 있으며, 장기적인 결과가 평가된 적은 없지만 수면 부족은 우울증 치료로도 사용되었다.
현재까지 대부분의 수면 부족 연구는 급성 수면 부족에 초점을 맞추었으며, 급성 수면 부족이 인지, 정서 및 신체 기능과 뇌 메커니즘에 상당한 손상을 유발할 수 있음을 시사한다. 급성 완전 수면 부족과 만성 부분 수면 제한의 효과를 비교한 연구는 거의 없다. 장기간 완전히 잠을 자지 못하는 경우는 인간에게 흔하지 않다(치사성 불면증이나 수술로 인한 특정 문제가 있는 경우 제외). 짧은 마이크로 수면을 피할 수 없는 것으로 보인다. 장기간의 완전 수면 부족은 실험실 동물에서 사망을 초래했다.

## 용어

### 수면 부족 vs 수면 제한
연구들은 짧은 기간 동안 잠을 전혀 자지 않는 것('수면 부족')과 더 긴 기간 동안 필요한 수면보다 적게 자는 것('수면 제한')을 구분한다. 수면 부족은 단기적으로 더 큰 영향을 미치는 것으로 나타났지만, 수면 제한은 장기적으로 유사한 영향을 미쳤다. 2022년 연구에 따르면, 대부분의 경우 만성 또는 급성 수면 부족으로 인한 변화는 깨어있는 하루 종일 증감하는 경향이 있었다.

### 수면 부채
수면 부채는 최적의 수면이 부족하여 쌓이는 것을 의미한다. 수면 부족은 누적되는 것으로 알려져 있다. 이는 예를 들어 밤샘으로 인해 잃은 피로와 수면이 다음 날로 이어진다는 것을 의미한다. 며칠 동안 충분한 수면을 취하지 못하면 누적된 부족분이 쌓여 수면 부족 증상이 나타난다. 잘 쉬고 건강한 사람은 일반적으로 렘수면 단계에서 더 적은 시간을 보낸다. 연구에 따르면 렘수면 단계에서 보내는 시간과 깨어있는 시간 동안의 각성 상태 사이에는 역관계가 있다. 단기 불면증은 스트레스나 신체가 환경 및 생활 방식의 변화를 겪을 때 유발될 수 있다.

### 불면증
불면증은 잠들기 어렵거나 원하는 만큼 잠을 유지하기 어려운 수면 장애이다. 불면증은 수면 부족의 원인이 될 수 있다.

## 영향 및 결과

수면 부족의 주요 건강 영향

### 서론 및 개요
수면 부족의 영향은 다음과 같다.
- 감정적인 사건을 균형 있게 판단하는 능력 감소
- 부주의 (운전 능력 감소 포함)
- 작업 기억력 감소
- 기분 변화
- 나이 들었다는 느낌
- 마이크로 수면[30]

### 부정적인 영향

#### 뇌

##### 일시적
한 연구에 따르면, 건강한 대조군에서 35시간의 완전 수면 부족이 뇌의 감정적 사건을 적절한 관점에서 판단하고 통제된, 적절한 반응을 보이는 능력에 부정적인 영향을 미치는 것으로 신경영상학을 기반으로 시사되었다.
최신 연구에 따르면, 수면 부족은 이전에 생각했던 것보다 더 많은 해를 끼칠 수 있으며 영구적인 뇌 세포 손실로 이어질 수 있다. 수면 부족이 각성 및 인지 기능에 미치는 부정적인 영향은 뇌 활동 및 기능 감소를 시사한다. 이러한 변화는 주로 두 영역에서 발생한다: 각성 및 주의력과 관련된 구조인 시상, 그리고 각성, 주의력, 고차원 인지 과정에 관여하는 영역인 전전두피질. 흥미롭게도 수면 부족의 영향은 "밤올빼미"와 "아침형 인간" 또는 다른 수면 시간 유형에 걸쳐 일정하게 나타나는 것으로 fMRI와 그래프 이론에 의해 밝혀졌다.

##### 지속적

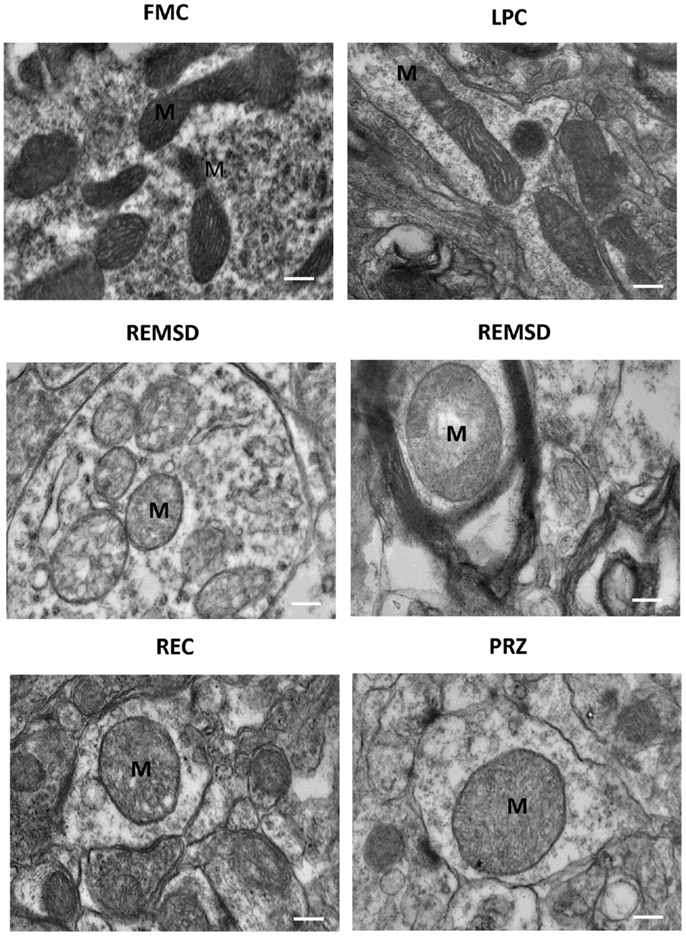
쥐의 뉴런에서 렘수면 박탈로 인한 미토콘드리아 구조의 변화 (원인: 사이토크롬 c); 노르아드레날린 수용체 차단제는 내부 크리스타를 온전하게 유지한다.

설치류 연구에 따르면, 급성 수면 부족으로 인한 신경 손상에 대한 반응은 하룻밤 3시간 미만의 수면 부족까지는 적응적이지만, 그 이후에는 부적응적이며 세포자살이 일어난다. 쥐 연구에 따르면, 2일간의 렘수면 박탈 후 뉴런 사멸(특히 해마체, 청색반점, 내측 전전두피질에서)이 발생한다. 그러나 쥐는 인간의 렘수면 시간의 3분의 1만 자고, 세포자살의 주요 실행인자인 캐스페이스 3이 인간보다 쥐에서 3배 더 많은 세포를 죽이기 때문에 인간에게 미치는 영향을 잘 모델링하지 못한다. 또한, 거의 모든 연구에서 간과된 점은 급성 렘수면 박탈이 쥐에서 지속적인 (> 20일) 뉴런 세포자살을 유도하며, 세포자살률은 박탈 종료 다음 날 증가하므로, 실험이 거의 항상 수면 박탈이 끝나는 날 측정되기 때문에 쥐에서 세포자살량이 종종 과소평가된다는 것이다. 이러한 이유로, 세포 변성까지의 시간과 변성의 정도 모두 인간에서는 크게 과소평가될 수 있다.
이러한 조직학적 연구는 윤리적인 이유로 인간에게 수행될 수 없지만, 장기 연구에 따르면 수면의 질은 연령보다 회백질 부피 감소와 더 강하게 연관되어 있으며 쐐기앞소엽과 같은 영역에서 발생한다.

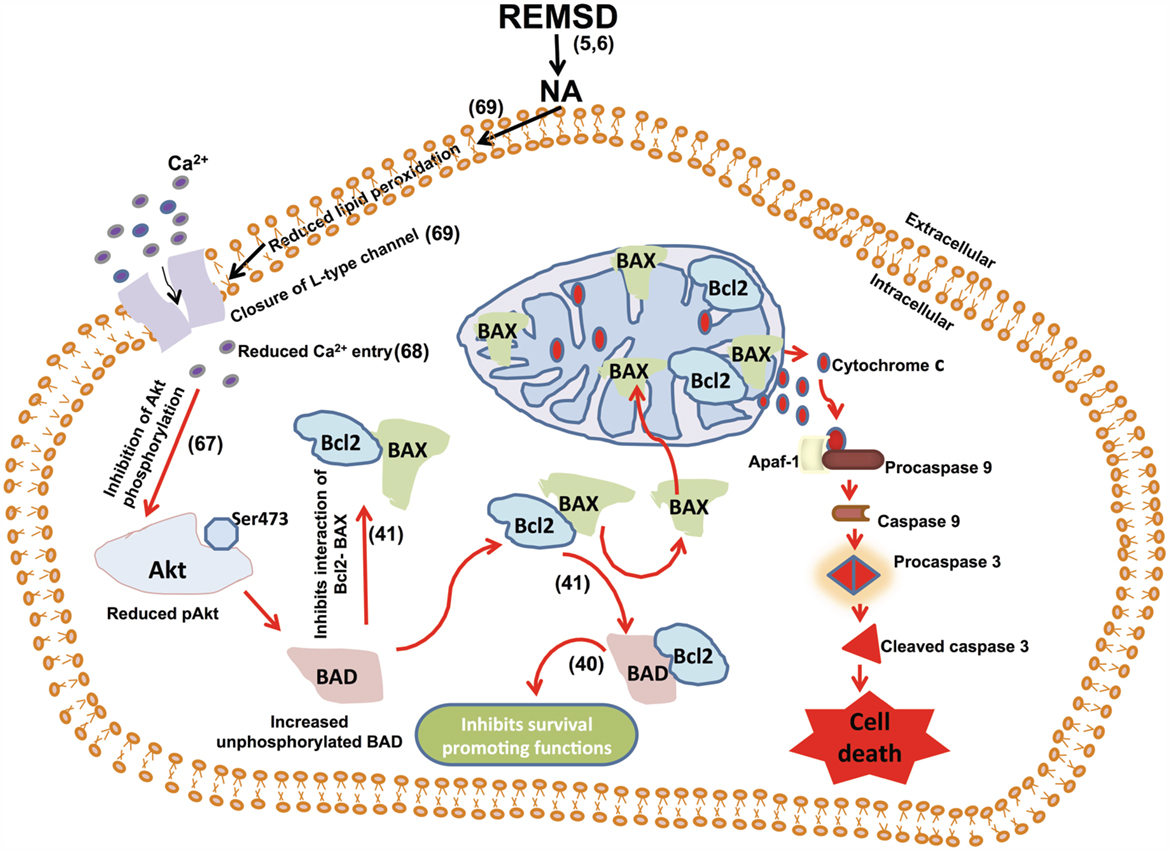
렘수면 박탈로 인한 뉴런의 세포자살 분자 경로

수면은 유리기와 DNA 손상으로 인한 세포 손상을 복구하는 데 필요하다. 장기간의 수면 부족 동안 세포 손상이 세포 변성과 세포자살을 유발하는 전환점까지 축적된다.
렘수면 박탈은 노르에피네프린 증가를 유발한다(이는 수면이 박탈된 사람이 스트레스를 받게 한다). 이는 청색반점의 뉴런이 노르에피네프린 생성을 멈추지 않기 때문에 발생하며, 이는 Na+/K+-ATPase 펌프의 활동을 증가시켜 세포자살의 내인성 경로를 활성화하고 자가포식을 방해하여 미토콘드리아 경로의 세포자살도 유도한다.
렘수면 이외의 수면 단계에서는 효소가 유리기에 의해 유발된 뇌 세포 손상을 복구할 수 있다. 깨어 있는 동안 높은 신진대사 활동은 효소 자체를 손상시켜 효율적인 복구를 방해한다. 이 연구는 쥐에서 수면 부족의 직접적인 결과로 뇌 손상의 첫 번째 증거를 관찰했다.

#### 인지 및 신경 행동 영향
2009년 리뷰에서는 수면 부족이 불안정한 주의력, 반응 시간 지연, 기억력 저하, 인지 과제 학습 능력 감소, 발산적 사고를 요구하는 과제 수행 능력 저하, 비효율적인 해결책에 대한 고착, 과제 지속 시간에 따른 수행 능력 저하, 그리고 비필수적인 활동에 대한 무시 증가 등 광범위한 인지 및 신경 행동 영향을 미친다는 사실을 발견했다.

##### 주의력
주의력 결핍은 생사를 좌우할 수 있는 더욱 중요한 영역으로까지 확장된다. 자동차 사고와 산업 재해는 수면 부족으로 인한 부주의로 발생할 수 있다. 주의력 결핍의 크기를 경험적으로 측정하기 위해 연구자들은 일반적으로 정신 운동 각성 과제 (PVT)를 사용하는데, 이는 피험자가 무작위 간격으로 빛에 반응하여 버튼을 누르도록 요구한다. 자극(빛)에 반응하여 버튼을 누르지 못하는 것은 수면 부족으로 발생하는 마이크로 수면으로 인한 오류로 기록된다.
중요한 것은, 개인의 주관적인 피로 평가는 PVT에서의 실제 성능을 예측하지 못하는 경우가 많다는 것이다. 완전히 수면이 박탈된 개인은 일반적으로 자신의 손상 정도를 인지하고 있지만, 만성적인 (더 적은) 수면 부족으로 인한 실수는 시간이 지남에 따라 누적되어 총체적인 (급성) 수면 부족으로 인한 실수와 수와 심각도 면에서 동일해질 수 있다. 그러나 만성적으로 수면이 부족한 사람들은 여전히 자신을 완전히 수면이 박탈된 참가자보다 훨씬 덜 손상된 것으로 평가한다. 사람들은 일반적으로 운전과 같은 과제에 대한 자신의 능력을 주관적으로 평가하기 때문에, 이러한 평가는 실제로는 능력이 손상되었음에도 불구하고 지속적인 주의력이 필요한 과제를 수행할 수 있다는 잘못된 결론으로 이어질 수 있다.

##### 운전 능력
2000년 연구에 따르면, 수면 부족은 음주와 동일한 위험한 영향을 미칠 수 있다. 17-19시간 깨어있다가 운전한 사람들은 혈중 알코올 농도 0.05%인 사람들보다 운전 성능이 더 나빴는데, 이는 대부분의 서유럽 국가와 호주에서 음주 운전의 법적 한계치이다. 또 다른 연구에서는 깨어있는 지 16시간이 지나면 성능이 저하되기 시작하고, 21시간 동안 깨어있는 것은 캐나다, 미국, 영국에서 음주 운전의 혈중 알코올 한계치인 0.08%와 맞먹는다고 제안했다.
화물 트럭 및 승용차 운전자의 피로는 많은 국가에서 당국의 주목을 받았으며, 운전자 피로로 인한 교통사고 위험을 줄이기 위한 특정 법률이 도입되었다. 최소 휴식 시간, 최대 교대 시간, 교대 간 최소 시간 등에 대한 규정은 유럽 연합의 운전자의 근무 시간 규정 및 미국의 서비스 시간 규정과 같이 다양한 국가 및 지역에서 사용되는 운전 규정에 흔하다. 미국수면의학회 (AASM)는 심각한 자동차 사고 중 5건 중 1건이 운전자 피로와 관련이 있다고 보고한다.
미국수면재단은 운전자가 위험할 정도로 피로한 여러 경고 신호를 식별한다. 여기에는 창문을 내리거나, 라디오 볼륨을 높이거나, 눈을 뜨고 있는 데 어려움을 겪거나, 고개를 끄덕이거나, 차선을 벗어나거나, 몽상에 잠기는 것이 포함된다. 특히 위험한 것은 자정부터 오전 6시 사이에 홀로 운전하는 운전자이다.
수면 부족은 전반적인 성능에 부정적인 영향을 미치며 주요 치명적인 사고로 이어졌다. 주로 2009년 2월 콜간 항공 3407편 추락 사고로 50명이 사망하고 부분적으로 조종사 피로로 인한 것으로 밝혀지자, 미 연방항공청(FAA)은 조종사가 충분히 휴식을 취하도록 절차를 검토했다. 2010년에는 10건의 관제사들이 근무 중 잠든 사건이 발생하여 항공 교통 관제사들이 조사를 받았다. 교대 근무 방식은 수면 부족을 야기하고 모든 항공 교통 관제 사고의 원인이 되었다. 미 연방항공청은 교대 근무 관행을 검토했고, 조사 결과 관제사들이 충분히 쉬지 못한 것으로 나타났다. 2004년 연구에 따르면, 하루 4시간 미만으로 자는 전공의들은 하루 7시간 이상 자는 전공의들(조사 대상의 11%)보다 두 배 이상 많은 오류를 저질렀다.

##### 추론 및 의사결정에 미치는 영향
24시간 동안 지속적으로 잠을 자지 못하면 작업에 적용되는 주관적인 노력의 감소 없이 덜 어려운 수학 과제를 선택하게 된다. 자연적으로 발생하는 수면 손실은 일상 과제의 선택에 영향을 미치며, 노력이 덜 드는 과제가 가장 일반적으로 선택된다. 수면 시간이 적은 청소년은 미세 운동 협응과 세부 사항에 대한 주의력이 필요한 스포츠 활동에 참여하려는 의지가 감소한다.
우주비행사들은 장시간 근무 및 깨어있는 기간, 그리고 활동일 주기 교란 및 환경 요인으로 인한 수면 부족 동안 성능 오류 및 인지 능력 감소를 보고했다.

##### 작업 기억
주의력과 작업 기억의 결함은 가장 중요한 결함 중 하나이다. 일상적인 일상에서 이러한 결함은 요리 중 재료를 잊거나, 필기 중 문장을 놓치는 등 불행한 결과를 초래할 수 있다. 주의력을 요구하는 작업을 수행하는 능력은 밤에 취하는 수면 시간과 관련이 있는 것으로 보이며, 수면 부족 시간에 따라 감소한다. 작업 기억은 선택-반응 시간 과제와 같은 방법을 통해 테스트된다.

#### 기분
수면 부족은 기분에 부정적인 영향을 미칠 수 있다. 밤새 깨어 있거나 예기치 않게 야간 근무를 하면 짜증이 날 수 있다. 잠을 충분히 자고 나면 기분은 종종 원래 상태로 돌아온다. 부분적인 수면 부족도 기분에 상당한 영향을 미칠 수 있다. 한 연구에서 피험자들은 졸음, 피로, 혼란, 긴장, 그리고 전반적인 기분 장애가 증가했다고 보고했으며, 이 모든 증상은 1~2일 밤 동안 충분히 잠을 잔 후에 원래 상태로 회복되었다.
우울증과 수면은 양방향 관계에 있다. 수면 부족은 우울증 발병으로 이어질 수 있으며, 우울증은 불면증, 과다수면 또는 폐쇄성 수면 무호흡증을 유발할 수 있다. 성인 우울증 환자의 약 75%가 불면증을 겪을 수 있다. 수면 부족은 완전하거나 불완전하거나 상당한 불안을 유발할 수 있으며, 수면 부족이 길어질수록 불안 수준이 증가하는 경향이 있다.
수면 부족은 기분에 긍정적인 영향을 미치기도 하며, 우울증 치료에 사용될 수 있다. 크로노타입은 수면 부족이 기분에 미치는 영향에 영향을 미칠 수 있다. 아침형 인간("종달새")은 수면 부족 후 더 우울해지는 반면, 저녁형 인간("올빼미")은 기분이 나아지는 것을 보인다.
기분과 정신 상태도 수면에 영향을 미칠 수 있다. 불안이나 스트레스로 인한 증가된 초조함과 각성은 더 각성 상태를 유지하게 하고 깨어있고 정신을 맑게 할 수 있다.

#### 주관적인 나이
한 연구에 따르면 졸음은 주관적으로 자신이 나이 들었다는 느낌을 증가시키며, 극심한 졸음은 사람들이 10년 더 나이 들었다고 느끼게 한다. 다른 연구에서도 비교적 높은 주관적 연령과 낮은 수면의 질 사이에 상관관계가 나타났다.

#### 피로
수면 부족 및 방해는 이후의 피로와 관련이 있다. 피로는 수면 부족과는 다른 영향과 특징을 지닌다.

#### 잠

##### 경향
수면 경향은 각성에서 수면으로 전환하거나 이미 잠들어 있다면 잠을 유지하는 준비 상태로 정의할 수 있다. 수면 부족은 이러한 경향을 증가시키며, 이는 수면다원검사 (PSG)에서 수면잠재기(잠들기까지 필요한 시간)의 감소로 측정될 수 있다. 수면 경향의 지표는 또한 얕은 비렘수면 단계에서 더 깊은 서파수면 진동으로의 전환이 짧아지는 것에서도 볼 수 있다.
평균적으로 건강한 성인의 경우 밤샘 후 수면잠재기는 몇 분 줄어들고, 수면 시작에서 서파수면까지의 잠재기는 절반으로 줄어든다. 수면잠재기는 일반적으로 다중 수면잠재기 검사(MSLT)로 측정된다. 반면, 각성 유지 검사(MWT)도 수면잠재기를 사용하지만, 이때는 잠드는 대신 참가자들이 (요청에 따라) 깨어있는 능력을 측정하는 척도로 사용된다.

##### 수면-각성 주기에 미치는 영향
일부 연구에 따르면 수면 부족은 수면-각성 주기를 조절하지 못하게 한다. 시상하부와 활동일 주기 및 항상성을 제어하는 여러 신경계의 역할을 확인한 여러 연구는 수면 부족을 더 잘 이해하는 데 도움이 되었다.
수면-각성 주기의 시간적 과정을 설명하기 위해 수면 조절의 이중 과정 모델을 언급할 수 있다. 이 모델은 수면 유발(과정 S)과 활동일 주기 과정(과정 C)이 상호 작용하여 수면의 시간과 강도를 결정한다고 제안한다. 과정 S는 수면 욕구를 나타내며, 각성 시 증가하고 수면 시 정의된 임계 수준까지 감소한다. 반면 과정 C는 이러한 수준을 담당하는 진동자이다. 수면이 부족할 때, 항상성 압력이 축적되어 각성 기능을 저하시키며, 이는 각성 상태에 대한 활동일 주기적 욕구가 가장 높을 때조차도 발생한다.

##### 마이크로 수면
마이크로 수면은 사람이 상당한 수준의 수면 부족을 겪을 때 가장 자주 발생하는 짧은 수면 기간이다. 마이크로 수면은 보통 몇 초 동안 지속되며, 일반적으로 15초를 넘지 않는다. 그리고 사람은 졸릴 때 깨어 있으려고 노력할 때 가장 자주 발생한다. 일반적으로 운전, 독서, 컴퓨터 화면 응시와 같은 단조로운 작업을 할 때 마이크로 수면에 빠진다. 마이크로 수면은 블랙아웃과 유사하며, 이를 경험하는 사람은 자신이 마이크로 수면을 겪고 있다는 것을 의식적으로 알지 못한다.
장시간 깨어 있는 쥐에게서 더 가벼운 형태의 수면이 관찰되었다. 국소 수면으로 알려진 이 과정에서 특정 뇌 영역이 짧은(~80ms) 그러나 빈번한(~40회/분) NREM 유사 상태에 들어갔다. 뉴런이 켜졌다 꺼졌다 하는 기간에도 불구하고 쥐는 깨어 있는 것처럼 보였지만, 실험에서는 낮은 성능을 보였다.

#### 심혈관 질환
수면 시간 감소는 많은 부정적인 심혈관 결과와 관련이 있다. 미국심장협회는 수면 제한이 불리한 심장 대사 프로필 및 결과에 대한 위험 요소라고 밝혔다. 이 기관은 혈압, 콜레스테롤, 식단, 포도당, 체중, 흡연, 신체 활동과 같은 다른 잘 알려진 요인과 함께 이상적인 심장 건강을 위해 건강한 수면 습관을 권장한다. 미국 질병통제예방센터는 하루에 7시간 미만으로 자는 성인이 충분한 수면을 취하는 성인에 비해 심장마비, 관상동맥 질환, 뇌졸중을 포함한 만성 건강 문제를 겪을 가능성이 더 높다고 지적했다.
16만 명 이상의 건강하고 비만하지 않은 성인을 대상으로 한 연구에서, 하루 6시간 미만으로 수면을 취한다고 스스로 보고한 대상자들은 여러 심장 대사 위험 요소를 발생시킬 위험이 증가했다. 이들은 복부 비만 증가, 공복 혈당 상승, 고혈압, 낮은 고밀도 지단백, 고트리글리세라이드혈증, 대사 증후군을 보였다. 이 연구에서 불면증 증상의 유무는 수면 시간의 영향을 수정하지 않았다.
영국 바이오뱅크는 심혈관 질환이 없는 약 50만 명의 성인을 대상으로 연구했으며, 하루 6시간 미만으로 잠을 자는 사람들은 7년 추적 기간 동안 심근경색(MI) 발생 위험이 20% 증가하는 것으로 나타났다. 흥미롭게도, 밤에 9시간 이상 길게 잠을 자는 것도 위험 요소였다.

#### 면역억제
수면 부족이 야기할 수 있는 수많은 건강 문제 중 하나는 면역 체계의 교란이다. 명확히 이해되지는 않지만, 연구자들은 수면이 면역 체계가 작동하는 데 충분한 에너지를 제공하고 수면 중 염증이 발생하도록 하는 데 필수적이라고 믿는다. 또한, 수면이 사람의 뇌에서 기억을 강화하는 것처럼, 면역 체계의 기억, 즉 적응면역을 통합하는 데 도움이 될 수 있다.
수면의 질은 면역 수준과 직접적인 관련이 있다. 미국 카네기 멜론 대학 코헨 교수가 이끄는 연구팀은 수면의 약간의 방해도 감기 바이러스에 대한 신체 반응에 영향을 미칠 수 있음을 발견했다. 수면의 질이 좋은 사람들은 수면의 질이 나쁜 사람들에 비해 혈액 T 및 B 림프구가 훨씬 더 높았다. 이 두 림프구는 인체 면역 기능의 주요 구성 요소이다.
충분한 수면은 적응 면역을 활용하는 백신의 효과를 향상시킨다. 백신이 약화되거나 비활성화된 항원에 몸을 노출시키면, 몸은 면역 반응을 시작한다. 면역 체계는 그 항원을 인식하고 미래에 다시 노출될 때 공격하는 법을 배운다. 연구에 따르면, 백신 접종 후 밤에 잠을 자지 않는 사람들은 백신에 대한 적절한 면역 반응을 개발할 가능성이 낮으며 때로는 두 번째 접종이 필요하기도 하다. 일반적으로 수면 부족인 사람들은 또한 적절한 면역 기억이 형성될 충분한 시간을 몸에 제공하지 못하여 예방 접종의 혜택을 받지 못할 수 있다.
밤에 6시간 미만으로 자는 사람들은 감염에 더 취약하며 감기나 독감에 걸릴 가능성이 더 높다. 수면 부족은 또한 중환자실(ICU) 환자의 회복 시간을 연장시킬 수 있다.

#### 체중 증가
수면 부족은 체중 증가에 중요한 여러 호르몬의 불균형을 초래할 수 있다. 수면 부족은 그렐린(배고픔 호르몬) 수치를 증가시키고 렙틴(포만감 호르몬) 수치를 감소시켜 배고픔과 고칼로리 음식에 대한 욕구를 증가시킨다. 수면 부족은 또한 성장 호르몬 감소 및 코르티솔 수치 상승과 관련이 있으며, 이는 비만과 연관되어 있다. 충분한 수면을 취하지 못하는 사람들은 낮 동안 졸리고 피곤하며 운동량이 적을 수 있다. 비만은 또한 수면의 질을 저하시킬 수 있다. 과체중 또는 비만인 개인은 폐쇄성 수면 무호흡증, 위식도 역류 질환(GERD), 우울증, 천식, 골관절염을 경험할 수 있으며, 이 모든 질환은 편안한 밤잠을 방해할 수 있다.
쥐의 경우, 장기간의 완전 수면 부족은 음식 섭취량과 에너지 소비량을 모두 증가시켰으며, 최종적으로는 체중 감소와 사망을 초래했다. 이 연구는 습관적인 짧은 수면과 관련된 중간 정도의 만성 수면 부채가 식욕 및 에너지 소비 증가와 관련이 있으며, 고칼로리 음식을 자유롭게 구할 수 있는 사회에서는 방정식이 소비보다는 음식 섭취 쪽으로 기울어지는 것으로 가정한다.

#### 제2형 당뇨병
단기 수면 제한을 겪는 사람들은 충분한 8시간 수면을 취하는 사람보다 포도당을 더 느리게 처리하여 제2형 당뇨병 발병 가능성이 증가한다는 주장이 제기되었다. 수면의 질이 낮으면 당뇨병 및 당뇨병 전증 환자의 혈당 수치가 높아지는 것과 관련이 있지만, 인과 관계는 명확히 이해되지 않고 있다. 연구자들은 수면 부족이 인슐린, 코르티솔 및 산화 스트레스에 영향을 미쳐 혈당 수치에 영향을 미친다고 추측한다. 수면 부족은 그렐린 수치를 증가시키고 렙틴 수치를 감소시킬 수 있다. 충분한 수면을 취하지 못하는 사람들은 에너지 부족을 보충하기 위해 음식을 갈망할 가능성이 더 높다. 이러한 습관은 혈당을 높이고 비만증 및 당뇨병 위험을 증가시킬 수 있다.
2005년 1400명 이상의 참가자를 대상으로 한 연구에서, 습관적으로 수면 시간이 적은 참가자들이 제2형 당뇨병과 관련이 있을 가능성이 더 높다는 것을 보여주었다. 그러나 이 연구는 단지 상관관계 연구였기 때문에, 적은 수면과 당뇨병 사이의 인과 관계는 불확실하다. 저자들은 습관적인 수면 제한이 아닌 실험적인 수면 제한이 포도당 내성 장애(IGT)를 초래한다는 이전 연구를 지적한다.

#### 기타 영향
수면 부족은 다음을 촉진하거나 심화시킬 수 있다.
- 근육통[100]
- 혼란, 기억 상실 또는 감퇴[101]
- 우울증[101]
- 오기억 발생
- 잠들 때와 깰 때 나타나는 입면 환각 및 기면 환각은 완전히 정상적이다.[102]
- 손 떨림[103]
- 두통
- 권태감
- 다래끼
- 눈밑 지방, 흔히 "눈 밑 주머니" 또는 아이백으로 알려짐
- 혈압 상승[104]
- 스트레스 호르몬 수치 증가[104]
- 제2형 당뇨병 위험 증가[104]
- 면역력 저하, 질병에 대한 취약성 증가[105]
- 섬유근육통 위험 증가[106]
- 과민성[99]
- 안구진탕증 (빠르고 불수의적인 리듬성 눈 움직임)[107]
- 비만증[104]
- 발작[108]
- 조증[109]
- 수면 관성[110]
- 빠른맥 위험. 한 연구에 따르면, 하룻밤의 수면 부족은 (다음 날) 심박수가 분당 100회 이상이 되는 상태인 빠른맥을 유발할 수 있다.[111][112]
- 아동의 짜증[99]
- 폭력적인 행동[113]
- 하품[99]

수면 부족은 다음과 유사한 증상을 유발할 수 있다:
- 주의력결핍 과잉행동장애 (ADHD)[99]
- 정신증[102][114][115][116]

### 긍정적인 영향

#### 일부 경우 에너지 및 각성 증가
일부 사례에서는 수면 부족이 역설적으로 에너지와 각성도 증가로 이어질 수 있다.

## 원인
18세에서 64세 사이의 사람들은 밤에 7~9시간의 수면을 취해야 한다. 이를 달성하지 못하면 수면 부족이 발생한다. 그 원인은 다음과 같다.

### 환경 요인
환경 요인은 수면의 질에 크게 영향을 미치며 다양한 방식으로 수면 부족에 기여할 수 있다. 교통, 건설, 시끄러운 이웃 등에서 발생하는 소음 공해는 잠을 깨우고 깊은 수면 단계를 방해하여 수면을 방해할 수 있다. 마찬가지로 화면과 같은 인공 광원으로부터의 빛 노출은 멜라토닌 생성을 억제하여 신체의 자연적인 활동일 주기를 방해하여 잠들기 어렵게 만든다. 공기 질, 냄새 및 온도도 수면의 질과 지속 시간에 영향을 미칠 수 있다.
이러한 환경적 영향을 완화하기 위해 개인은 방음 조치 사용, 암막 커튼 설치, 실내 온도 조절, 편안한 침구에 투자, 공기 청정기로 공기 질 개선과 같은 전략을 고려할 수 있다. 이러한 환경 요인을 해결함으로써 개인은 수면 위생과 전반적인 건강을 향상시킬 수 있다.

### 불면증
불면증은 6가지 유형의 사건수면 중 하나로, 성인 인구의 21~37%에게 영향을 미친다. 그 증상 중 다수는 쉽게 알아볼 수 있으며, 여기에는 졸림증, 수면에 대한 좌절감이나 걱정, 주의력, 집중력 또는 기억 문제, 극심한 기분 변화 또는 과민성, 에너지 또는 동기 부족, 학교 또는 직장에서의 저조한 성과, 긴장성 두통 또는 복통 등이 포함된다.
불면증은 원발성 불면증과 속발성, 또는 동반질환 불면증으로 분류될 수 있다.
원발성 불면증은 수면 장애이며, 이는 의학적, 정신과적, 또는 환경적 원인에 기인하지 않는다. 원발성 불면증에는 세 가지 주요 유형이 있다. 여기에는 정신생리적 불면증, 특발성 불면증, 그리고 수면 상태 오인 (역설적 불면증)이 포함된다. 정신생리적 불면증은 불안으로 유발된다. 특발성 불면증은 일반적으로 유년기에 시작되어 평생 지속된다. 특발성 불면증은 뇌의 수면-각성 주기를 조절하는 부분의 신경화학적 문제로 인해 수면 신호가 부족하거나 각성 신호가 과도하게 활성화되는 것으로 추정된다. 수면 상태 오인은 충분한 수면을 취하고도 자신의 수면이 불충분하다고 부정확하게 인식할 때 진단된다.
속발성 불면증, 또는 동반 불면증은 다른 의학적, 신경학적, 심리학적, 정신과적 질환과 함께 발생한다. 인과 관계가 반드시 의미되지는 않는다. 원인은 우울증, 불안 및 성격 장애일 수 있다.

### 수면 무호흡증
수면 무호흡증은 불면증과 수면 부족의 증상 외에도 과도한 주간 졸음, 갑작스러운 각성, 집중력 저하 등 다른 증상을 동반하는 심각한 질환이다. 이는 수면 중 상기도의 부분적 또는 완전한 폐쇄를 유발할 수 있는 수면 관련 호흡 장애이다. 전 세계적으로 10억 명의 사람들이 폐쇄성 수면 무호흡증으로 고통받고 있다. 수면 무호흡증 환자는 헐떡거리거나 질식하며 깨어나기, 불안정한 수면, 아침 두통, 아침 혼란 또는 과민성, 불안감 등의 증상을 겪을 수 있다. 이 질환은 미국인 중 1~10%에게 영향을 미친다. 치료하지 않고 방치하면 많은 심각한 건강 문제를 야기할 수 있다. CPAP(지속성 양압환기), APAP 또는 BPAP 장치를 사용하는 양압 환기 요법은 수면 무호흡증의 1차 치료 옵션으로 간주된다.
중추성 수면 무호흡증은 수면 중 신체에 호흡 신호를 보내는 중추 신경계의 실패로 인해 발생한다. 폐쇄성 수면 무호흡증과 유사한 치료법 외에 적응형 서보 환기 및 특정 약물과 같은 다른 치료법도 사용될 수 있다. 오피오이드와 같은 일부 약물은 중추성 수면 무호흡증에 기여하거나 이를 유발할 수 있다.

### 자발적 수면 부족
수면 부족은 때때로 잠들고 싶지 않거나 습관적으로 각성제를 사용하기 때문에 자발적으로 발생할 수 있다. 리벤지 베드타임 미루기(Revenge Bedtime Procrastination)는 바쁜 하루를 보낸 후 하루가 더 길게 느껴지도록 늦게까지 깨어 있으려는 욕구로, 밤늦게까지 깨어 있으면서 하루를 "길게 느껴지게" 만들고자 하는 욕구에서 비롯된 수면 부족이다.

#### 카페인

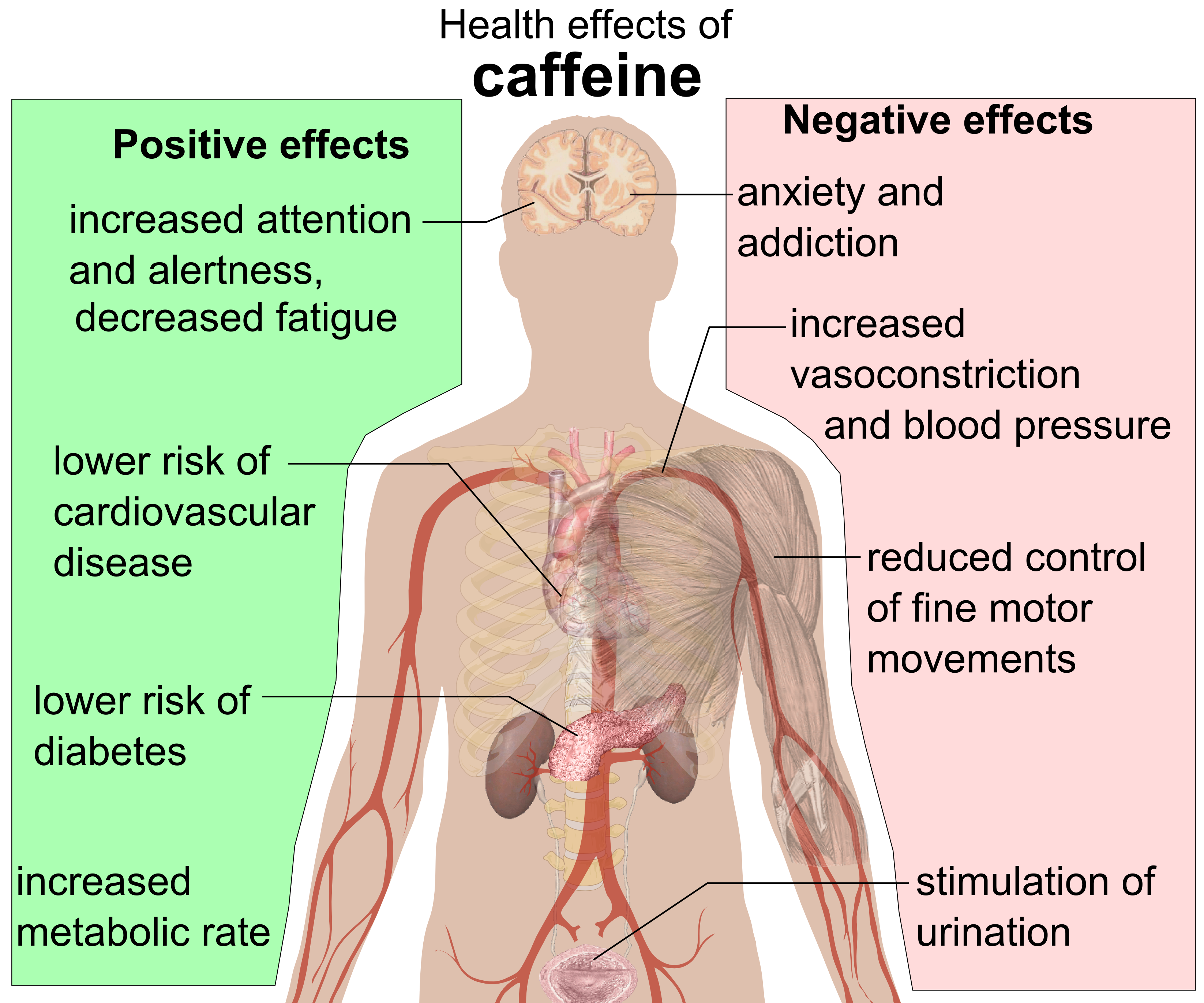
이 다이어그램은 카페인이 신체의 여러 부위에 긍정적 및 부정적으로 미치는 영향을 보여준다.

많은 양의 카페인 섭취는 수면 주기에 부정적인 영향을 미칠 수 있다.
커피 형태의 카페인 섭취는 세계에서 가장 널리 사용되는 각성제 중 하나이다. 카페인 섭취는 단기적인 성능 향상 효과가 있지만, 과도하게 사용하면 불면증 증상을 유발하거나 기존의 불면증을 악화시킬 수 있다. 밤에 잠을 깨기 위해 카페인을 섭취하면 불면증, 불안, 잦은 밤샘, 그리고 전반적인 수면 질 저하로 이어질 수 있다. 멜라토닌의 주요 대사산물(6-설파톡시멜라토닌)은 낮에 카페인을 섭취하면 감소하는데, 이것이 수면을 방해하는 메커니즘 중 하나이다.

#### 학습
미국의 미국수면재단은 1996년 논문을 인용하여 대학생이 매일 밤 평균 6시간 미만의 수면을 취한다고 밝혔다. 2018년 연구는 학생들에게 양질의 밤잠이 필요하다는 점을 강조하며, 기말고사 기간 5일 동안 평균 8시간을 잔 대학생들이 그렇지 않은 학생들보다 기말고사에서 더 높은 점수를 받았다는 사실을 발견했다.
연구에 따르면 학생의 70.6%가 8시간 미만으로 수면을 취했다고 보고했으며, 최대 27%의 학생이 최소 한 가지 이상의 수면 장애 위험이 있는 것으로 나타났다. 수면 부족은 1학년 대학생들이 대학 생활의 스트레스와 사회 활동에 적응하면서 흔하게 발생한다.
에스테반 외 연구진은 수면과 시험 성적 간의 관계를 연구했다. 그들은 학생들이 시험 전날 밤 평소보다 적게 자는 경향이 있으며, 시험 성적은 수면 시간과 양의 상관관계가 있음을 발견했다.
국립 중정 대학교 심리학과에서 수행한 연구에 따르면 신입생들이 주중에 가장 적은 수면을 취한 것으로 나타났다.
학교의 수업 시작 시간을 늦추는 연구는 청소년의 수면, 건강 및 학습에 대한 이점을 다양한 방법론적 접근 방식을 사용하여 일관되게 보고했다. 반면, 이른 시작 시간이 수면, 건강 또는 학습에 긍정적인 영향을 미친다는 연구는 없다. 국제 연구 데이터는 청소년에게 "동기화된" 시작 시간이 압도적으로 많은 교육 기관의 시작 시간보다 훨씬 늦다는 것을 보여준다. 1997년 미네소타 대학교 연구원들은 오전 7시 15분에 학교를 시작한 학생들과 오전 8시 40분에 학교를 시작한 학생들을 비교했다. 그들은 오전 8시 40분에 시작한 학생들이 일찍 시작한 학생들보다 주중 밤에 더 높은 성적을 받고 더 많은 수면을 취한다는 것을 발견했다. 미국 고등학생 4명 중 1명은 일주일에 한 번 이상 수업 중에 잠들었다고 인정한다.
인간 청소년기에는 활동일 주기 및 수면 패턴이 현저하게 변화하는 것으로 알려져 있다. 뇌전도 (EEG) 연구에 따르면 청소년기에는 깊은 (4단계) 수면이 50% 감소하고 NREM 수면 중 델타파의 최대 진폭이 75% 감소하는 것으로 나타났다. 학교 일정은 수면 시간 지연과 일치하지 않는 경우가 많아 대부분의 청소년에게 최적의 수면 시간을 제공하지 못한다.

### 정신 질환
만성 수면 문제는 일반 미국 성인 인구의 10%에서 18%에 비해, 일반적인 정신과 진료 환자의 50%에서 80%에게 영향을 미친다. 수면 문제는 불안, 우울증, 양극성 장애, 주의력결핍 과잉행동장애 (ADHD) 환자에게 특히 흔하다.
수면 부족과 정신과 질환의 영향 사이의 특정 인과 관계는 기분 장애 환자에서 가장 광범위하게 연구되었다.틀:Medical citation needed 양극성 환자의 조증으로의 전환은 종종 불면증 기간에 선행되며, 수면 부족은 환자의 약 30%에서 조증 상태를 유발하는 것으로 나타났다. 수면 부족은 조증 발생의 최종 공통 경로를 나타낼 수 있으며, 조증 환자는 일반적으로 수면 필요량이 지속적으로 감소한다.
수면 부족의 증상과 조현병의 증상은 양성 증상과 인지 증상 모두에서 유사하다.

### 입원
네덜란드 전역에서 수행된 연구에 따르면, 일반 병동에 입원한 환자들은 집에서 잘 때보다 총 수면 시간이 짧고(83분 더 적음), 야간 각성이 더 많았으며, 더 일찍 깨어났다. 70% 이상의 환자가 병원 직원(35.8%)과 같은 외부 요인으로 인해 잠에서 깨어났다고 답했다. 수면 방해 요인으로는 다른 환자의 소음, 의료 기기, 통증, 화장실 방문 등이 있었다. 중환자실(ICU) 환자의 수면 부족은 더욱 심각하며, 멜라토닌 분비의 자연적인 야간 최고치가 없는 것으로 밝혀져 정상적인 수면-각성 주기의 교란을 유발할 수 있다. 그러나 병원 환자의 개인적인 특성과 임상 양상은 매우 다양하므로, 수면과 활동일 주기의 개선을 위한 가능한 해결책은 개인에게 맞추어져야 하며 병원 병동의 가능성 내에서 이루어져야 한다. 환자의 특성 개선, 병원 일상 개선, 또는 병원 환경 개선을 위한 여러 개입을 고려할 수 있다.

### 온라인 시간
경제 행동 및 조직 저널에 2018년 발표된 연구에 따르면 광대역 인터넷 연결이 수면 부족과 관련이 있다고 한다. 이 연구는 광대역 연결을 가진 사람들이 광대역 연결이 없는 사람들보다 25분 적게 잠을 자는 경향이 있으며, 따라서 과학적으로 권장되는 7~9시간의 수면을 취할 가능성이 적다고 결론지었다. 킹 사우드 대학교 의과대학의 비의료 직원 435명을 대상으로 한 또 다른 연구에서는 응답자의 10명 중 9명이 잠자리에 들 때 스마트폰을 사용했으며, 가장 많이 사용된 서비스는 소셜 미디어(80.5%)였다고 보고했다. 이 연구는 잠자리에 들 때 스마트폰을 60분 이상 사용한 참가자들이 15분 미만 사용한 참가자들보다 수면의 질이 낮을 가능성이 7.4배 더 높다는 것을 발견했다. 전반적으로, 잠자리에 들기 한 시간 전의 인터넷 사용은 수면 패턴을 방해하는 것으로 나타났다.

### 교대 근무
많은 기업은 항공사, 병원 등과 같이 24시간 운영되며, 직원들은 다양한 교대 근무를 통해 업무를 수행한다. 교대 근무 패턴은 수면 부족을 유발하고 집중력 저하, 건강 악화, 피로로 이어진다. 교대 근무는 생체 기능의 정상적인 활동일 주기를 방해할 수 있으며, 이는 수면/각성 주기와 관련이 있다. 수면 길이와 질 모두 영향을 받을 수 있다. 국제 수면 장애 분류 2판(ICSD-2)에 따르면 18세에서 65세 사이의 교대 근무자 중 약 10%에게 "교대 근무 수면 장애"가 진단되었다. 교대 근무는 산업계에서 종종 고용주와 직원 모두에게 간과되는 숨겨진 문제로 남아 있으며, 이는 산업 재해 증가로 이어진다. 피로를 경험하는 근로자는 자신뿐만 아니라 주변 사람들에게도 잠재적인 위험을 초래한다. 고용주와 직원 모두 수면 부족 및 직무 피로와 관련된 위험을 인식하여 산업 재해 발생 가능성을 효과적으로 완화해야 한다.

## 평가
수면 부족 환자는 피로, 졸음, 졸음 운전, 인지 장애 등 불충분한 수면의 증상 및 징후를 호소할 수 있다. 수면 불충분은 의사가 특별히 질문하지 않는 한 쉽게 간과되거나 진단되지 않을 수 있다.
수면 시간과 질, 그리고 수면 부족의 원인을 평가하는 데 몇 가지 질문이 중요하다. 수면 패턴(주중 및 주말의 일반적인 취침 및 기상 시간), 교대 근무, 낮잠 빈도는 수면 부족의 직접적인 원인을 밝혀낼 수 있으며, 폐쇄성 수면 무호흡증 및 하지불안 증후군과 같은 질병을 배제하기 위해 수면의 질에 대해 논의해야 한다.

### 슬리프 다이어리
슬리프 다이어리는 수면 패턴에 대한 자세한 정보를 제공하는 데 유용하다. 저렴하고 쉽게 구할 수 있으며 사용하기 쉽다. 일기는 잠든 시간을 기록하는 24시간 기록지처럼 간단할 수도 있고, 다른 관련 정보를 포함하여 자세할 수도 있다.

### 수면 설문지
환자의 순응도에 대한 우려가 있는 경우 슬리프 다이어리 대신 수면 시간 설문지(STQ) 및 Tayside 아동 수면 설문지와 같은 수면 설문지를 사용할 수 있다.
수면의 질은 피츠버그 수면의 질 지수(PSQI)를 사용하여 평가할 수 있다. PSQI는 1개월 동안의 수면의 질과 수면 방해를 측정하기 위해 고안된 자가 보고 설문지이다.

### 액티그래피
액티그래피는 자가 보고된 슬리프 다이어리나 설문지의 타당성이 의심스러운 경우 유용한 객관적인 손목 착용 도구이다. 액티그래피는 움직임을 기록하고 컴퓨터 알고리즘을 사용하여 총 수면 시간, 수면잠재기, 수면 시작 후 각성 시간, 수면 효율성을 추정한다. 일부 장치에는 빛 노출을 감지하는 광 센서가 있다.

### 웨어러블 기기
핏비트와 애플 워치와 같은 웨어러블 기기는 심박수, 피부 온도, 움직임 등 다양한 신체 신호를 모니터링하여 수면 패턴에 대한 정보를 제공한다. 이 기기들은 지속적으로 작동하며 광범위한 데이터를 수집하여 수면 개선에 대한 통찰력을 제공하는 데 사용될 수 있다. 이 기기들은 사용자 친화적이며 건강을 위한 양질의 수면의 중요성에 대한 인식을 높였다.

## 예방
수면 부족의 원인은 많지만, 미국 질병통제예방센터, 국립보건원, 국립노화연구소, 미국가정의학회와 같은 기관에서 제안하는 몇 가지 기본적인 수면 위생 조치가 양질의 수면을 촉진한다.

### 수면 위생
역사적으로 수면 위생은 하우리(Hauri)가 1977년에 처음으로 의학적으로 정의한 이래 건강한 수면 습관을 촉진하는 표준이었지만, 2010년대 이후 나타난 증거는 불면증 환자와 그렇지 않은 사람 모두에게 효과가 없음을 시사한다. 핵심은 더 건강한 수면 습관, 즉 수면 위생을 실행하는 것이다.
수면 위생 권장 사항은 다음과 같다.
- 고정된 수면 일정을 설정한다.
- 신중하게 낮잠을 잔다.
- 수면을 촉진하는 수면 환경을 유지한다 (시원한 온도, 빛과 소음 노출 제한).
- 편안한 매트리스와 베개
- 매일 운동
- 알코올, 담배, 카페인 피하기
- 저녁에 과식 피하기
- 취침 전에 긴장을 풀고 전자기기 사용이나 신체 활동을 피하기
- 잠들 수 없으면 침대에서 나온다.[176]

### CBT
장기간의 비자발적 수면 부족의 경우, 신체적 진단(예: 수면 무호흡증)을 배제한 후 불면증을 위한 인지 행동 치료(CBT-i)가 1차 치료로 권장된다.
CBT-i는 다음 다섯 가지 구성 요소를 포함한다:
- 인지 치료
- 자극 통제
- 수면 제한
- 수면 위생
- 이완.

이 접근법은 부작용이 최소화되고 장기적인 이점이 있기 때문에 (만성) 약물 치료보다 선호되는 경우가 많다.

## 관리

### 각성을 증가시키기 위한 조치
수면 부족의 영향을 상쇄하고 각성도를 높이는 몇 가지 전략이 있다.
- 카페인은 급성 수면 부족을 겪을 때 짧은 기간 동안 각성도를 높이는 데 자주 사용되지만, 습관적으로 섭취할 경우 효과가 떨어진다.[178]

미국수면의학회에서 권장하는 다른 전략은 다음과 같다.
- 수면 부족 전 예방적 수면
- 낮잠
- 기타 각성제
- 이들의 조합.

그러나 미국수면의학회는 수면 부족을 해결하는 유일하고 안전한 방법은 밤에 수면 시간을 늘리는 것이라고 밝혔다.

## 활용

### 우울증 치료
수면 제한이 우울증 치료에 어느 정도 잠재력이 있다는 연구 결과가 있다. 우울증 환자는 렘수면이 더 일찍 나타나고 빠른 안구 운동의 횟수가 증가하는 경향이 있으므로, 환자의 뇌전도(EEG)를 모니터링하고 렘수면 발생 시 깨우는 것이 우울 증상을 완화하는 치료 효과가 있는 것으로 보인다. 이러한 종류의 치료는 각성 요법으로 알려져 있다. 환자의 60%가 수면 박탈 시 즉각적인 회복을 보이지만, 대부분의 환자는 다음 날 밤 재발한다. 이 효과는 뇌유래신경영양인자 (BDNF)의 증가와 관련이 있는 것으로 나타났다. 2014년 수면 부족 시 인간 대사체에 대한 포괄적인 평가에서는 24시간 깨어있는 후 27가지 대사 산물이 증가했으며, 세로토닌, 트립토판, 타우린이 항우울 효과에 기여할 수 있다고 제안했다.
재발률은 수면 박탈과 약물 치료, 또는 광선 치료와 위상 전진(정상 시간보다 훨씬 일찍 잠자리에 드는 것)의 조합을 병용함으로써 감소할 수 있다. 많은 삼환계 항우울제는 렘수면을 억제하여 기분과 수면 사이의 연관성에 대한 추가적인 증거를 제공한다. 유사하게, 트라닐시프로민은 적절한 용량에서 렘수면을 완전히 억제하는 것으로 나타났다.
수면 부족은 우울증 치료로 사용되었다.

### 불면증 치료
수면 부족은 불면증 치료를 위해 단기간 시행될 수 있다. 일부 일반적인 수면 장애는 불면증 인지행동치료에 반응하는 것으로 나타났다. 불면증 인지행동치료는 자극 조절 치료, 수면 제한 치료(SRT), 수면 위생 치료로 구성된 다구성 요소 과정이다. 구성 요소 중 하나는 수면의 항상성적 욕구를 회복하고 정상적인 "수면 효율성"을 장려하기 위한 통제된 "수면 제한" 요법이다. 자극 조절 치료는 침대에서 몸을 잠들게 하는 행동을 제한하기 위한 것이다. 자극 조절 및 수면 제한 치료의 주요 목표는 침대와 수면 사이에 연관성을 만드는 것이다. 수면 제한 치료는 인지 행동 치료의 한 요소로 적용될 때 효능을 보이지만, 단독으로 사용될 때 효능은 아직 입증되지 않았다. 수면 위생 치료는 환자가 좋은 수면 습관을 개발하고 유지하는 데 도움이 된다. 그러나 수면 위생 치료는 자극 조절 치료 및 수면 제한 치료와 함께 사용하지 않는 한 단독 요법으로는 도움이 되지 않는다. 빛 자극은 시상하부의 시상상핵에 영향을 미쳐 활동일 주기를 조절하고 송과선에서 멜라토닌 분비를 억제한다. 광선 치료는 규칙적인 수면-각성 주기를 확립하고 통합하는 데 도움이 되어 수면의 질을 향상시키고 수면 효율성을 높이며 수면 시간을 연장할 수 있다. 광선 치료는 자연적이고 간단하며 저렴한 치료법으로, 잔류 효과나 내성을 유발하지 않는다. 부작용으로는 두통, 눈의 피로, 심지어 조증이 포함된다.
불면증의 인지 행동 치료 외에도, 의학적으로 불면증을 치료하는 네 가지 일반적인 접근법이 있다. 이는 바르비투르산염, 벤조디아제핀, 벤조디아제핀 수용체 작용제의 사용을 통해 이루어진다. 바르비투르산염은 치료 지수가 낮기 때문에 주요 치료원으로 간주되지 않지만, 멜라토닌 작용제는 더 높은 치료 지수를 보인다.

### 군사적 활용

#### 군사 훈련
수면 부족은 군대 문화에 깊이 뿌리내려왔다. 이는 전체 병력에 만연하며, 특히 고강도 분쟁 지역에 배치된 장병들에게 심각하다.
수면 부족은 군대에서 적절한 수면 일정이 비현실적인 전투 경험에 인력을 대비시키기 위한 훈련 프로그램에 사용되어 왔다. 수면 부족은 일반적인 24시간을 넘어서는 다른 일정 패턴을 만들기 위해 사용된다. 수면 부족은 "기억 유지" 훈련 게임에서 핵심적인 역할을 하는데, 여기서 인력은 육체적으로나 정신적으로 극한의 스트레스 상황에서 기억할 수 있는 모든 것을 암기하고 며칠 후 본 것을 최대한 자세히 설명하는 연습을 한다. 수면 부족은 훈련에서 무작위적으로 가능한 몇 시간 또는 몇 분의 수면만으로도 생활하는 데 익숙한 병사를 양성하기 위해 사용된다.
DARPA는 철새가 이동 중 일주일 동안 잠들지 않는 것에 영감을 받아 극도로 장시간의 각성 상태를 유지할 수 있는 매우 탄력적인 병사를 양성하기 위한 수면 연구를 시작했다. 당시에는 반구 서파 수면으로 철새가 실제로 뇌의 절반으로 잠을 잔다는 사실을 이해하지 못했다. 이 연구는 "최소 7일 동안 잠을 자지 않고도 높은 수준의 정신적, 신체적 성능을 유지하며, 장기적으로는 그 시간을 두 배 이상 늘릴 수 있는 '슈퍼 병사'"를 생산하고, 수면 부족 인력의 생산성을 높이는 것을 목표로 했다. 전투원과 과격수용소와 같은 수감자들을 대상으로 한 수면 관련 군사 실험이 진행되었는데, 여기서 통제된 조명은 감각 경험을 조작하기 위한 고문 기술과 결합되었다. 크래리는 끊임없는 조명과 주야 구분의 제거가 어떻게 그가 "무관심의 시간"이라고 정의하는 것을 만들어내는지, 즉 조명 관리를 심리적 통제의 한 형태로 활용하는 방법을 강조한다.
그러나 이후 연구들은 수면 부족이 군사 문화에 미치는 영향을 평가했다. 인력 설문조사에 따르면, 불충분한 수면, 피로, 그리고 주간 기능 저하와 같은 일반적인 문제들이 드러났으며, 이는 작전 효율성과 배치 후 재통합에 영향을 미친다. 이러한 수면 문제들은 PTSD 및 우울증을 포함한 심각한 정신 건강 장애의 위험을 높인다. 조기 개입이 중요하다. 불면증에 대한 인지 행동 치료 및 심상 재현 요법은 유망하지만, 그 실행에는 여전히 어려움이 따른다. 수면 부족으로 인해 부분적으로 또는 전적으로 발생한 몇몇 유명한 군사 사고가 기록되어 있다. 군대는 수면 교육을 우선시해왔으며, 최근 육군 지침은 수면의 중요성을 영양 및 운동과 동일시한다. 해군, 특히 은퇴한 존 코들(John Cordle) 대위의 영향을 받아, 선상 생활을 선원들의 활동일 주기적 요구에 맞추기 위해 적극적으로 근무 시간을 실험했으며, 이는 특히 잠수함에서 수면 패턴 개선으로 이어졌고, 해군 대학원에서의 지속적인 연구 노력에 의해 뒷받침된다. 더 길고 신뢰할 수 있는 휴식 간격이 있는 근무 시간은 오늘날 미국 잠수함의 표준이며, 수상함에 권장되는 옵션이다.
수면 부족 외에도 잠수함 승무원이 흔히 겪는 활동일 주기 불일치는 몇 가지 장기적인 건강 문제와 인지 능력 저하를 유발한다.

#### 학대적 통제를 용이하게 하기 위해
수면 부족은 학대 피해자를 혼란시켜 학대적 통제에 취약하게 만드는 데 사용될 수 있다.

#### 심문
수면 부족은 심문 수단으로 사용될 수 있으며, 이는 이 기술이 고문의 한 형태인지 여부에 대한 법정 재판으로 이어졌다.
한 심문 기술에서는 피험자를 며칠 동안 깨어 있게 한 후, 마침내 잠들게 허락했다가 갑자기 깨워 심문하는 방식이 사용될 수 있다. 1977년부터 1983년까지 이스라엘의 총리를 지낸 메나헴 베긴은 소비에트 연방 내무인민위원부의 수감자로서 수면 부족을 경험한 것을 다음과 같이 묘사했다.
심문받는 수감자의 머릿속에는 안개가 피어오르기 시작한다. 그의 정신은 죽을 듯이 지쳐 있고, 다리는 비틀거리며, 오직 한 가지 욕망, 즉 잠을 자고 싶다는 욕망만이 남아 있다... 이 욕망을 경험해 본 사람이라면 배고픔과 갈증조차도 이에 비할 바가 못 된다는 것을 알 것이다.

수면 부족은 1970년대 영국 정부가 사용했던 5가지 기법 중 하나였다. 유럽인권법원은 5가지 기법이 "고문이라는 단어가 암시하는 특정 강도와 잔혹성의 고통을 초래하지는 않았지만, ...비인도적이고 굴욕적인 대우 관행에 해당한다"고 판결하며, 이는 유럽 인권 조약 위반이라고 밝혔다.
미국 법무부는 2002년 8월 중앙정보국이 사용한 심문 기법을 설명하는 4개의 메모를 공개했다. 이들은 먼저 테러리스트 물류 전문가로 묘사된 아부 주바이다의 심문에 사용된 수면 부족을 포함한 10가지 기법을 설명했다. 스티븐 G. 브래드버리가 2005년 5월에 서명한 메모는 기저귀를 찬 죄수를 천장에 묶어 최대 180시간(7+1⁄2일) 동안 강제로 수면을 박탈하는 것이 고문에 해당하지 않으며, 여러 심문 방법(수면 박탈 포함)을 결합하는 것도 미국 법률상 고문에 해당하지 않는다고 주장했다. 이 메모들은 오바마 행정부 초기 몇 달 동안 철회되고 취소되었다.
수면 부족의 극단적인 사용이 고문인지에 대한 문제는 양측 모두에 지지자들이 있다. 2006년 호주 연방 법무장관 필립 루독은 수면 부족이 고문에 해당하지 않는다고 주장했다. 국제앰네스티 호주 대변인 니콜 비에스키(Nicole Bieske)는 자신의 단체 견해를 다음과 같이 밝혔다: "최소한 수면 부족은 잔인하고 비인도적이며 굴욕적이다. 장기간 사용될 경우 이는 고문이다."

## 미국인의 수면 습관 변화
내셔널 지오그래픽 매거진은 일, 사회 활동, 그리고 24시간 가정용 오락 및 인터넷 접속의 가용성으로 인해 사람들이 근대 이전보다 잠을 적게 자게 되었다고 보고했다. USA 투데이는 2007년 기사에서 미국의 대부분의 성인들이 40년 전 평균 수면 시간보다 약 1시간 적게 잠을 잔다고 보도했다.
다른 연구자들은 이러한 주장에 의문을 제기했다. 수면 저널의 2004년 사설은 사용 가능한 데이터에 따르면 최근 수십 년 동안 성인 인구의 24시간당 평균 수면 시간이 크게 변하지 않았다고 밝혔다. 또한, 사설은 건강한 성인에게 필요한 정상 수면 시간의 범위가 있으며, 전반적인 인구의 만성적인 졸음을 시사하는 데 사용되는 많은 지표들이 과학적 검증을 통과하지 못한다고 제안한다.
미국 노동통계국의 미국 시간 사용 조사(American Time Use Survey)에서 수집된 1965년부터 1985년까지와 1998년부터 2001년까지의 데이터를 비교한 결과, 일반적인 미국 성인의 하루 평균 수면, 낮잠, 휴식 시간이 1965년부터 1985년까지의 중앙값 482분에서 1998년부터 2001년까지의 중앙값 479분으로 0.7% 미만으로 변동했음을 보여준다.

## 최장 수면 부족 기간
랜디 가드너는 각성제를 전혀 사용하지 않고 사람이 의도적으로 잠을 자지 않고 버틴 가장 긴 시간의 과학적으로 문서화된 기록을 보유하고 있다. 가드너는 264시간(11일) 동안 깨어 있었고, 호놀룰루의 톰 라운즈가 보유했던 이전 기록인 260시간을 깼다. 미 해군 의학 신경정신 연구 부대의 존 J. 로스 소령은 나중에 이 사건에 대한 기록을 발표했는데, 이는 수면 부족 연구자들 사이에서 잘 알려지게 되었다.
기네스 세계 기록은 1977년 4월 케임브리지셔주 피터버러의 모린 웨스턴(Maureen Weston)이 흔들의자 마라톤에서 세운 449시간(18일 17시간)이다.
몇 년 동안 이어진 완전 수면 부족 주장은 여러 차례 제기되었지만, 과학적으로 검증된 것은 없다. 부분 수면 부족 주장은 더 잘 문서화되어 있다. 예를 들어, 세인트피터즈버그의 레트 램(Rhett Lamb)은 처음에는 전혀 잠을 자지 않는다고 보고되었지만, 실제로는 생후 3년 동안 하루에 1~2시간만 잠을 잘 수 있게 하는 희귀 질환을 앓고 있었다. 그는 아놀드 키아리 기형이라는 희귀 기형을 앓고 있었는데, 뇌 조직이 척수관으로 돌출되어 두개골이 돌출된 뇌 부분을 압박하는 질환이다. 이 소년은 2008년 5월 세인트피터즈버그의 올 칠드런스 병원에서 수술을 받았다. 수술 이틀 후, 그는 밤새 잠을 잤다.
프랑스 수면 전문가 미셸 주베와 그의 팀은 4개월 동안 거의 수면이 박탈된 환자의 사례를 보고했는데, 이는 반복적인 폴리그라프 기록에 의해 밤에 30분 미만의 (1단계 수면) 수면만 취한 것으로 확인되었으며, 이를 그들은 "아그립니아(agrypnia)"라고 명명했다. 27세의 남성은 불수의적 운동을 유발하는 희귀 질환인 모르반 증후군을 앓고 있었고, 이 특정 사례에서는 극심한 불면증을 겪었다. 연구자들은 5-HTP 치료가 거의 정상적인 수면 단계를 회복시켰다는 것을 발견했다. 그러나 회복 몇 달 후, 환자는 5-HTP에 반응하지 않는 재발 중 사망했다. 사망 원인은 폐부종이었다. 극심한 불면증에도 불구하고 심리학적 조사에서는 일부 환각을 제외하고는 인지 기능 저하의 징후가 없었다.
치사성 불면증은 결국 NREM 수면 1단계를 넘어설 수 없게 되는 신경 퇴행성 질환이다. 불면증 외에도 환자는 공황 발작, 편집증, 공포증, 환각, 급격한 체중 감소, 치매를 경험할 수 있다. 사망은 일반적으로 발병 후 7개월에서 36개월 사이에 발생한다.

## 같이 보기
- 수면 부족이 인지 능력에 미치는 영향
- 기면증
- 다상수면
- 수면의학
- 수면잠재기
- 각성 요법
- 토니 라이트, 수면 부족 세계 기록 보유자라고 주장하는 사람
- 해외 특파원, 수면 부족 심문을 묘사한 1940년 영화